# Кампогалліано
Кампогалліано, Кампоґалліано (італ. Campogalliano) — муніципалітет в Італії, у регіоні Емілія-Романья,  провінція Модена.
Кампогалліано розташоване на відстані близько 340 км на північний захід від Рима, 45 км на північний захід від Болоньї, 8 км на північний захід від Модени.
Населення — 8789 осіб (2014).
Щорічний фестиваль відбувається 21 жовтня. Покровитель — Sant'Orsola.

## Демографія
Населення за роками:

Станом на 1 січня 2023 року в муніципалітеті офіційно проживало 970 іноземців з 56 країн, серед них 224 громадяни країн Євросоюзу та 65 громадян України.

## Сусідні муніципалітети
- Карпі
- Корреджо
- Модена
- Руб'єра
- Сан-Мартіно-ін-Ріо